# Візит Ніксона до Китаю (1972)

Мао Цзедун, Чжан Юйфен і Річард Ніксон. 1972

Президент США Річард Ніксон в лютому 1972 року відвідав КНР. Це був важливий крок до формалізації відносин між США і КНР, які отримали стимул до розвитку. Ніксон став першим президентом США, який відвідав КНР.

## Історія
У жовтні 1970 року Ніксон в інтерв'ю «Таймс» згадав про своє бажання відвідати Китай:
Якби мене запитали, про що я мрію, то я б сказав, що хотів би поїхати в Китай. Навіть якщо моя мрія не збудеться, то я сподіваюся, що мої діти зможуть туди поїхати.
Про це стало відомо очільнику Мао, який вітав це бажання американського президента.
Візит президента США випередили поїздки в КНР в липні і жовтні 1971 року Генрі Кіссінджера та в січні 1972-го Александра Гейга (а також візит команди США з настільного тенісу у квітні 1971 року).
Візит відбувся 21—28 лютого. За підсумками зустрічі сторонами було оголошене т. зв. Шанхайське комюніке.

У своїх спогадах Кіссінджер написав:
Під час зустрічі Ніксона з Мао, в якій я брав участь, я був вражений його авторитетом. На зустрічі він став центром уваги.

## «Ніксон їде в Китай»
Візит поклав початок метафорі «Ніксон їде в Китай»: тільки настільки відомий противник комунізму, як Ніксон, зміг поїхати в Китай і зустрітися з Мао Цзедуном, не викликавши при цьому підозр у симпатії до комунізму. У ширшому сенсі метафору використовують для позначення того, що тільки несхильні до компромісу політики здатні порушувати неписані заборони. Раннім прикладом використання метафори може служити вислів сенатора-демократа Тома Фолі, який заявив у 1977 році:

«Знадобився Ніксон, щоб поїхати в Китай і може знадобитися демократ, щоб привести бюджет у рівновагу.»
Оригінальний текст (англ.)
It took a Nixon to go to China, and it may take a Democrat to balance the budget.

Найвідоміше використання метафори датується 1991 роком, коли в «Зоряному шляху 6» капітан Спок намагається переконати Кірка супроводжувати канцлера клінгонів на мирні переговори. На думку Спока, «Ніксон їде в Китай» є старовинною приказкою вулканців. Використання метафори вийшло за межі США і його вживали в тому числі для опису політики Німеччини.

## У культурі
Візит Ніксона до Китаю та його зустріч із Мао Цзедуном послужили сюжетом для мінімалістської опери Джона Адамас «Ніксон в Китаї».